# Tommaso, hertig av Genua
Tommaso Alberto Vittorio, hertig av Genua, född den 6 februari 1854, död den 15 april 1931, var en italiensk prins, son till Ferdinand, hertig av Genua. Han var svåger till Umberto I av Italien och kusin till bland andra Fredrik August III av Sachsen. 
Han gifte sig 1883 på slottet Nymphenburg med Marie Elisabeth (Isabella) av Bayern (1863–1924), dotter till prins Adalbert Wilhelm Georg Ludwig av Bayern (1828–1875) och hans hustru Amalia, infanta av Spanien (1834–1905).

## Barn
- Ferdinando, hertig av Genua (1884–1963); gift 1938 med Maria Luisa Alliaga Gandolfi (1899–1986). Barnlös.
- Filiberto, hertig av Genua (1895–1990); gift 1928 med Lydia von Arenberg (1905–1977). Barnlös.
- Bona Margherita, (1896–1971); gift med Konrad av Bayern (1883–1969)
- Adalberto, hertig av Bergamo (1898–1982)
- Maria Adelaide (1904–1979), gift 1935 med Don Leone Massimo, prins di Arsoli (1896–1979)
- Eugen, hertig av Ancona (Eugenio Alfonso Carlo Maria Giuseppe, från 1990 hertig av Genua) (1906–1996), gift 1938 med Lucia, prinsessa av Bourbon-Båda Sicilierna (1908–2001)